# Иодид вольфрама(III)
Иодид вольфрама(III) — неорганическое соединение, 
соль вольфрама и иодистоводородной кислоты с формулой WI3,
чёрные кристаллы.

## Получение
- Реакция гексакарбонила вольфрама и иода:

{\displaystyle {\mathsf {2W(CO)_{6}+3I_{2}\ {\xrightarrow {120^{o}C}}\ 2WI_{3}+12CO\uparrow }}}
- Есть данные о получении иодида вольфрама схожего состава W15I47[1].

## Физические свойства
Иодид вольфрама(III) образует чёрные кристаллы, которые медленно теряют иод на воздухе.
Не растворяется в бензоле и хлороформе, растворяется в ацетоне и нитробензоле.

## Химические свойства
- При хранении на воздухе медленно теряет иод:

{\displaystyle {\mathsf {2WI_{3}\ {\xrightarrow {}}\ 2WI_{2}+I_{2}}}}